# Al-Halawat
Al-Halawat, también conocida con el nombre de El-Halawat, es una localidad egipcia ubicada en el norte de Egipto, a solo 45 km de la capital de su país, El Cairo. Está ubicada en la zona fértil del río Nilo y fue fundada por egipcios y sirios en el año 1172 a. C.

## Historia
La ciudad fue fundada por la Dinastía Ayubí en el año 1172 A.C. Ha sido una de las ciudades más importantes en el sector militar y económico, ya que tenía relación comercial con países como Etiopía, Libia y Sudán.
Durante las guerras contra los mongoles, los habitantes de esta ciudad se vieron forzados a abandonar su estilo de vida comercial, lo que hizo que permanecieran muy pocos habitantes en su territorio durante ese periodo.
En 1545 el Imperio Otomano, bajo el control de el Sultán Medmed II, la utilizó como lugar estratégico para invadir la Libia bizantina en 1553.
El lugar ha sido objeto de excavaciones arqueológicas para hallar restos de la antigua civilización egipcia. Algunas de las piezas encontradas se encuentran en el Museo de Londres.